# Stazione di Edmonton Green
La stazione di Edmonton Green è una stazione situata nel borgo londinese di Enfield. È servita ogni ora da quattro treni suburbani transitanti sulle tre direzioni delle ferrovie della Valle del Lea: da quest’impianto infatti la linea si biforca verso le sue due destinazioni finali.